# HD 122430
HD 122430 is een oranje reus, ongeveer 489 lichtjaar van het Zonnestelsel vandaan in het sterrenbeeld Waterslang. De ster heeft bijna al zijn waterstof verbruikt, wat de ster stabiel zou moeten houden. Hoewel al het waterstof al verbruikt is, is hij met ongeveer 3,1 miljard jaar oud jonger dan onze Zon (4,6 miljard jaar). HD 122430 heeft een massa van 1,4 keer zo groot als de Zon en een straal van ongeveer 22,9 keer die van de Zon. De temperatuur van de oppervlakte is ongeveer 4300 kelvin. Bij HD 122430 is tot nu toe één onbevestigde exoplaneet gevonden, HD 122430 b. 